# Challenger de Curitiba 2024
El torneo Curitiba Challenger 2024, denominado por razones de patrocinio Copa Internacional de Tenis, Presented by Santander es un torneo de tenis perteneciente al ATP Challenger Tour 2024 en la categoría Challenger 100. Se trata de la 3ª edición; el torneo tendrá lugar en la ciudad de Curitiba (Brasil), desde el 21 hasta el 27 de octubre de 2024 sobre de tierra batida al aire libre.

## Jugadores participantes del cuadro de individuales
| Preclasificado | País                 | Jugador                 | Rank1 | Posición en el torneo |
| 1              | Bandera de Argentina | Camilo Ugo Carabelli    | 104   | Baja                  |
| 2              | Bandera de Bolivia   | Hugo Dellien            | 105   | Primera ronda, retiro |
| 3              | Bandera de Colombia  | Daniel Elahi Galán      | 112   | Primera ronda         |
| 4              | Bandera de Argentina | Román Andrés Burruchaga | 130   | Cuartos de final      |
| 5              | Bandera de Portugal  | Jaime Faria             | 147   | CAMPEÓN               |
| 6              | Bandera de Argentina | Juan Manuel Cerúndolo   | 151   | Semifinales           |
| 7              | Bandera de Portugal  | Henrique Rocha          | 162   | Primera ronda         |
| 8              | Bandera de Brasil    | Felipe Meligeni Alves   | 165   | FINAL                 |
| 9              | Bandera de Chile     | Tomás Barrios           | 170   | Segunda ronda         |

- 1 Se ha tomado en cuenta el ranking del 14 de octubre de 2024.

### Otros participantes
Los siguientes jugadores recibieron una invitación (wild card), por lo tanto ingresan directamente al cuadro principal (WC):
- Wilson Leite
- José Pereira
- Matheus Pucinelli de Almeida

Los siguientes jugadores ingresan al cuadro principal tras disputar el cuadro clasificatorio (Q):
- Luciano Emanuel Ambrogi
- Orlando Luz
- Lautaro Midón
- Juan Carlos Prado
- João Lucas Reis da Silva
- Gonzalo Villanueva

## Campeones

### Individual Masculino
- Jaime Faria derrotó en la final a  Felipe Meligeni Alves por 6–4, 6–4

### Dobles Masculino
- Fernando Romboli /  Matías Soto derrotaron en la final a  Karol Drzewiecki /  Piotr Matuszewski por 7–6(5), 7–6(4)